# Cantonul Mont-Saint-Aignan
Cantonul Mont-Saint-Aignan este un canton din arondismentul Rouen, departamentul Seine-Maritime, regiunea Haute-Normandie, Franța.

## Comune
- Déville-lès-Rouen
- Mont-Saint-Aignan (reședință)